# ヒメアマツバメ
ヒメアマツバメ（姫雨燕、Apus nipalensis）は、鳥綱アマツバメ目（ヨタカ目とする説もあり）アマツバメ科アマツバメ属に分類される鳥類。

## 分布
インド、インドネシア、カンボジア、シンガポール、タイ王国、大韓民国、中華人民共和国、台湾、日本、ネパール、バングラデシュ、フィリピン、ブータン、ブルネイ、ベトナム、マレーシア、ミャンマー、ラオス
主にネパール東部から中華人民共和国南部・東南アジア・フィリピン・スンダ列島にかけての地域で繁殖する。
日本には関東地方以南で、局地的に留鳥として周年生息する。台湾では多く繁殖するが、以前は1929年に大東諸島において採集例が認められたのみであり、日本には生息しない種とされていたが、1960年代に鹿児島県や神奈川県で観察されるようになり、1967年6月に静岡市で繁殖が確認された。韓国では、済州島において1羽の採集記録があるが、繁殖は未確認。

## 形態
全長13cm (12-15cm)。翼開長28cm (28-35cm)。体重20-35g。全身は黒褐色の羽毛で覆われる。喉と腰は白い羽毛で覆われる。雌雄同色。尾羽には浅い切れこみが入り、広げると扇状。くちばしは黒くて、目は褐色、足は黒色。

## 分類
以前はA. affinisがヒメアマツバメとされていたが、独立種となった。種 A. affinis の和名はニシヒメアマツバメになる。
以下の亜種の分類・分布は、IOC World Bird List (v10.1)に従う。
- Apus nipalensis nipalensis (Hodgson, 1837)

ヒマラヤ山脈からミャンマー・中華人民共和国南東部・東南アジアにかけて、日本、フィリピン
- Apus nipalensis furcatus Brooke, 1971

ジャワ島、バリ島
- Apus nipalensis kuntzi Deignan, 1958

台湾
- Apus nipalensis subfurcatus (Blyth, 1849)

マレー半島、スマトラ島、ボルネオ島およびこれらの周辺の島嶼

## 生態
市街地や農耕地などに生息し、日中はほとんど飛び回っている。
食性は動物食で、飛んでいる昆虫を食べる。
イワツバメやコシアカツバメの古巣や、民家の軒下や橋桁などに枯草や羽毛などを唾液で固めたお椀状の巣を作り、巣の入り口には羽毛を付着させる。日本では5-8月に1回に2-3個の卵を産む。地域によっては年に2回繁殖することもある。本州中部においては4月下旬-12月初旬にかけて2-3回繁殖する。雌雄交代で抱卵し、抱卵期間は18-26日。雛は孵化してから33-49日で巣立つ。